# Saks (Alabama)
Saks est un census-designated place situé dans l’État américain de l'Alabama, dans le comté de Calhoun.

## Démographie
| 1970  | 1980   | 1990   | 2000   | 2010   | - |
| ----- | ------ | ------ | ------ | ------ | - |
| 6 609 | 11 118 | 11 138 | 10 698 | 10 744 | - |